# Pomorski ataše
Pomorski ataše je ataše, ki deluje na področju vojne mornarice in je podrejen obrambnemu atašeju.
Pomorski ataše skrbi za vojaško sodelovanje med vojnima mornaricama obeh državama, spremlja vojaški razvoj države gostiteljice, ...